# Euphrosinidae
Euphrosinidae ist der Name einer Familie kleiner räuberischer Vielborster (Polychaeta) mit zahlreichen leicht abbrechenden Borsten, die in Meeren weltweit zu finden sind und sich von verschiedenen sessilen Tieren ernähren.

## Merkmale
Die Vielborster der Familie Euphrosinidae haben einen kurzen und breiten, annähernd elliptischen Körper mit weniger als 40 Segmenten, der mit zahlreichen spröden Borsten bedeckt ist. Das Prostomium ist klein und hat eine nahezu senkrechte Kante mit drei Antennen und 2 bis 4 Augen, ohne Palpen, aber mit einer dreilappigen Karunkel. Das Peristomium ist zu Lippen um den Mund reduziert. Das erste Segment umgibt das Prostomium und hat Parapodien, die denen an den folgenden Segmenten ähneln, sowie Tentakel-Cirren. Die Parapodien sind zweiästig. Die Notopodien haben Querrippen, die sich in der Mitte fast treffen, und verzweigte Kiemen. Die kapillarartigen oder gegabelten Borsten enthalten Calciumcarbonat, weshalb sie sehr spröde sind, im Fleisch möglicher Angreifer stecken bleiben und so Entzündungen auslösen. In den Parapodien befinden sich Aciculae. Die Tiere haben sowohl dorsale als auch ventrale Cirren. Am Pygidium sitzen zwei aufgeblasene Cirren.
Der ausstülpbare, muskulöse, bauchseitig sitzende Pharynx trägt keine Kiefer. Der Darmkanal ist ein gerades Rohr, und eine Kehlmembran fehlt. In den meisten Segmenten sitzen paarige Mixonephridien. Das geschlossene Blutgefäßsystem weist kein zentrales Herz auf.

## Verbreitung, Lebensraum und Lebensweise
Die Euphrosinidae sind in Meeren weltweit verbreitet. Sie leben verschiedenen Untergründen aus Sank, Kies, Steinen oder Fels, an Korallen oder Schwämmen.
Die Euphrosinidae ernähren sich als Fleischfresser von sessilen Tieren wie Schwämmen, Moostierchen und Korallen, deren Gewebe sie mit der hartkantigen Cuticula des ausstülpbaren Pharynx abraspeln. Einige Euphrosine-Arten der Tiefsee fressen Kammerlinge.
Der Entwicklungszyklus der Euphrosinidae ist unbekannt.

## Gattungen
Die Familie Euphrosinidae wird in 5 Gattungen unterteilt:
- Euphrosine Lamarck, 1818
- Palmyreuphrosysne Fauvel, 1913
- Euphrosinella Detinova, 1985
- Euphrosinopsis Kudenov, 1993